# ミサワホーム北海道
ミサワホーム北海道株式会社（ミサワホームほっかいどう）は、北海道札幌市に本社のある建設会社。

## 沿革
- 1962年 - 業界初の建設大臣認定を取得してミサワホーム株式会社が営業開始。
- 1964年 - ミサワホームがホームエンジニア制度採用。
- 1972年8月31日 - ミサワグループの道央圏担当代理店会社として「札幌ミサワホーム株式会社」を設立、ミサワホーム株式会社札幌支店の事業を継承。
  - 後に道内地方都市でも代理店会社が設立される。（株式会社ミサワホーム旭川、株式会社ミサワホーム函館、釧路ミサワホーム株式会社ほか）
- 1994年10月1日 - 道北圏の代理店会社であるミサワホーム旭川と道南圏の代理店会社であるミサワホーム函館が合併、現社名に変更。
  - 後に釧根圏の代理店会社である釧路ミサワホームなど、残った地域代理店会社も合併して、支店または営業所、営業店に変更。
- 1997年 - 札証に上場。
- 2004年12月 - 株式会社産業再生機構より支援決定。
- 2006年3月 - 産業再生機構よる支援終了。
- 2006年5月 - ミサワホームホールディングス株式会社（現ミサワホーム）の子会社となる。
- 2010年6月21日 - ミサワホームの完全子会社となる。

## 本社・支店・営業所
- 札幌本店 - 札幌市白石区東札幌2条6丁目8番1号

### 札幌エリア
札幌支店
- 恵み野営業所 - 恵庭市恵み野西1丁目8番2号
- 苫小牧営業所 - 苫小牧市清水町1丁目1番10号
- 室蘭営業所 - 室蘭市宮の森4丁目23番35号
- 小樽営業所 - 小樽市色内2丁目11番101号マリナーズコート小樽

### 旭川エリア
旭川支店 - 旭川市豊岡1条4丁目1番15号
- 北見店 - 北見市美芳町1丁目4番26号
- 滝川営業所 - 滝川市本町3丁目1番1号熊本ビル
- 岩見沢営業所 - 岩見沢市10条東5丁目2番1号

### 函館エリア
函館支店 - 函館市神山1丁目9番1号
- 石川学園台営業所 - 函館市石川町349番9

### 帯広・釧路エリア
帯広支店 - 帯広市西20条南5丁目42番18号
- 釧路店 - 釧路市宮本2丁目5番1号

## 関連会社
- ミサワホームイング北海道株式会社（連結子会社）
- ミサワホームイング北海道NA株式会社（連結子会社）